# 참어
참어(Cham, Cam)는 오늘날의 베트남 남부와 캄보디아에 있던 옛 국가 참파의 후예인 참족이 쓰는 언어로, 오스트로네시아어족 말레이폴리네시아어파에 속한다. 크게 서부 방언과 동부 방언으로 나뉘는데 서부 방언은 캄보디아, 동부 방언은 베트남에 주로 분포하며 다 합쳐서 약 49만 명의 화자가 존재한다.
또한 참어와 같은 계통에 속하는 소수 언어들이 인도네시아 아체주, 베트남 내륙 고원 지대, 중국 하이난섬 남부에 걸쳐 분포하는데, 이들을 통틀어 참어군이라고 한다. 참어는 말레이어, 필리핀 제어, 인도네시아 제어 등과 같은 오스트로네시아어족에 속하여 많은 특징을 공유하지만 지리적으로는 오스트로아시아어족 언어들에 둘러 쌓인 언어섬을 이룬다. 독자 왕국으로 존속했던 참파 시절에는 지금보다 넓은 영역에서 더 많은 인구가 사용했던 것으로 추정되나 참파의 멸망 이후에는 여러 지역에 퍼진 유민들의 소수언어로 남아 있다. 서기 4세기부터 기록이 등장하여 오스트로네시아 계통 언어 중 가장 문헌 증거가 오래되었다. 참어는 전통적으로 인도계 브라흐미 문자군에 속하는 독자 문자인 참 문자로 표기된다.

## 방언
참어는 크게 동부 참어와 서부 참어로 양분된다. 동부 참어는 주로 베트남 남중부의 해안 지대에서 사용되며 화자는 2019년 기준 약 73,000명으로 추산된다. 서부 참어는 캄보디아, 특히 프놈펜 인근의 메콩강과 톤레사프강 주변에서 사용되는데, 베트남에서도 안장성 등지에 화자 집단이 분포한다. 서부 참어의 화자는 2019년 기준 약 245,000명으로 추산된다.

## 음운

### 닿소리
|        |        | 양순음 | 치경음 | 경구개음 | 연구개음 | 성문음 |
| ------ | ------ | ------ | ------ | -------- | -------- | ------ |
| 비음   | 비음   | m      | n      | ɲ        | ŋ        |        |
| 파열음 | 무기음 | p      | t      | c        | k        | ʔ      |
| 파열음 | 유기음 | pʰ     | tʰ     | cʰ       | kʰ       |        |
| 파열음 | 내파음 | ɓ      | ɗ      |          |          |        |
| 마찰음 | 마찰음 |        | s      |          | ɣ        | h      |
| 유음   | 설측음 |        | l      |          |          |        |
| 유음   | R음    |        | r      |          |          |        |
| 반모음 | 반모음 |        |        | j        | w        |        |

### 홀소리
|          | 전설 | 중설 | 후설 |
| -------- | ---- | ---- | ---- |
| 고모음   | i    | ɨ    | u    |
| 중고모음 | e    | ə    | o    |
| 중저모음 | ɛ    |      | ɔ    |
| 저모음   |      | a    |      |

- 이중모음으로는 /iɯ/ (/-ʔ/ 앞에서만 존재), /au/ (/-ʔ/ 앞에서만 존재), /ia/, /ea/, /ua/, /oa/, /iə/, /ɛə/, /ɔə/, /uə/가 있다.

## 같이 보기
- 참파